# Danny Davis (Snowboarder)
Danny Davis (* 22. Juni 1988 in Highland, Michigan) ist ein US-amerikanischer Snowboarder. Er startet in den Disziplinen Halfpipe und Slopestyle.

## Werdegang
Davis nimmt seit 2004 an Wettbewerben der Ticket to Ride World Snowboard Tour teil. Sein erstes FIS-Weltcuprennen fuhr er im Februar 2005 im Sungwoo Resort, welches er auf dem siebten Rang beendete. In der Saison 2005/06 belegte er beim U.S. Snowboarding Grand Prix in Breckenridge und am Mount Bachelor den dritten Platz. Bei den Burton US Open 2006 im Stratton Mountain Resort kam er auf den zweiten Rang auf der Halfpipe. Zu Beginn der Saison 2006/07 errang er den zweiten Platz im Slopestyle beim Abominable Snowjam am Mount Hood und den dritten Platz im Halfpipe-Wettbewerb bei den Burton New Zealand Open im Snow Park. Im weiteren Saisonverlauf gewann er beim U.S. Snowboarding Grand Prix in Breckenridge und erreichte bei den Nippon Open in Bandai, bei den World Superpipe Championships in Park City und bei den Burton US Open den zweiten Rang. Die Saison beendete er auf den fünften Platz in der World Snowboard Tourgesamtwertung. In der Saison 2008/09 siegte er im Slopestyle bei den Burton European Open in Laax und bei der Winter Dew Tour in Breckenridge. Bei den Burton Australian Open 2008 in Perisher Blue errang er den zweiten Platz.
In der folgenden Saison siegte Davis bei der Winter Dew Tour in Breckenridge und in Snowbasin. Die Saison beendete er auf dem dritten Platz in der Winter Dew Tour Halfpipewertung. Im Februar 2012 belegte er den zweiten Platz auf der Halfpipe bei den Burton European Open in Laax. Bei den Winter-X-Games 2014 und 2015 in Aspen holte er Gold auf der Halfpipe. Bei seiner ersten Olympiateilnahme 2014 in Sotschi kam er auf den zehnten Platz auf der Halfpipe. In der Saison 2015/16 belegte er bei den Winter-X-Games 2016 den neunten Platz und bei den X-Games Oslo 2016 den sechsten Rang. Im März 2016 siegte er bei der U.S. Revolution Tour in Seven Springs. Bei den Winter-X-Games 2017 errang er den fünften Platz. Bei den Winter-X-Games 2019 holte er die Bronzemedaille.